# Schistura susannae
Schistura susannae är en fiskart som beskrevs av Jörg Freyhof och Serov 2001. Schistura susannae ingår i släktet Schistura och familjen grönlingsfiskar. IUCN kategoriserar arten globalt som sårbar. Inga underarter finns listade i Catalogue of Life.